# Andrena lunata
Andrena lunata är en biart som beskrevs av Warncke 1975. Andrena lunata ingår i släktet sandbin, och familjen grävbin. Inga underarter finns listade i Catalogue of Life.